# Dagoll Dagom

Jaume Sisa e os atores de Antaviana no Castell Misteriós do Tibidabo

Dagoll Dagom é uma companhia de teatro da Catalunha, fundada em 1974 pelo diretor e poeta Joan Ollé. Em 1978, foram responsáveis pela produção teatral Antaviana, um sucesso de público, baseada nos contos do escritor Pere Calders. Em 1996, recebeu a Creu de Sant Jordi da Generalidade da Catalunha por Historietes. Em 2015, recebeu o Prêmio Joan Coromines.

## Obras

### Teatro
- 1974 Yo era un tonto y lo que he visto me ha hecho dos tontos
- 1975 Nocturn per a acordió
- 1977 No hablaré en clase
- 1978 Antaviana
- 1981 Nit de Sant Joan
- 1983 Glups!!
- 1985 Antaviana (Reexibição)
- 1986 El Mikado
- 1987 Quarteto da cinque
- 1988 Mar i Cel
- 1992 Flor de nit
- 1993 Historietes
- 1995 T'odio amor meu
- 1997 Pigmalió
- 1997 Els Pirates
- 2000 Cacao
- 2002 Poe
- 2003 La Perritxola
- 2004 Mar i Cel (Reexibição)
- 2005 El Mikado (Reexibição)
- 2007-2008 Boscos Endins
- 2009 Aloma
- 2010 Nit de Sant Joan (Reexibição)
- 2011 Cop de Rock
- 2012 La Família Irreal.2013 Súper 3, el musical La Familia Irreal
- 2012 La Família Irreal.2013 Súper 3, el musical
- 2012 La Família Irreal.2013 Súper 3, el musical Mar i cel (Reexibição)
- 2016 Scaramouche
- 2018 Maremar

### Séries de televisão
- 1993 Oh! Europa (TV3)
- 1996 Oh! Espanya (TV3)
- 1999 La memòria dels Cargols (TV3)
- 2001 Psico-Express (TV3)
- 2010 La Sagrada familia (TV3)